# رامبوتو (مترو باريس)
رامبوتو (بالفرنسية: Rambuteau)‏ هي محطة مترو تابعة لمترو باريس تقع في فرنسا في الدائرة الثالثة في باريس.